# Capitanejo
Capitanejo è un comune della Colombia facente parte del dipartimento di Santander.
L'abitato venne fondato da Bartolomé de Aguilar nel 1628.